# Pomáda (Glee)
Pomáda (v anglickém originále Glease) je šestá epizoda čtvrté série amerického hudebního televizního seriálu Glee a v celkovém pořadí již sedmdesátá druhá epizoda seriálu. Napsal ji Roberto Aguirre-Sacasa, režíroval Michale Uppendahl a poprvé se vysílala ve Spojených státech dne 15. listopadu 2012 na televizním kanálu Fox. Obsahuje školní provedení muzikálu Pomáda na McKinleyově střední a vrátí se v ní hostující hvězda Kate Hudson jako Cassandra July.

## Příběh
S blížícím uvedením školním uvedením na McKinleyově střední, Will Schuester (Matthew Morrison) jmenuje Finna Hudsona (Cory Monteith) jako prozatímního vedoucího New Directions během jeho nepřítomnosti kvůli stáži ve Washingtonu. Trenérka roztleskávaček Sue Sylvester (Jane Lynch) oponuje a jako svůj důvod uvádí Finnův věk a nedostatek kvalifikací, ale ředitel Figgins (Iqbal Theba) souhlasí, což rozzuší Sue. Finn se později Sue omlouvá za svůj necitlivý komentář, který vznesl k její dceři, ale ona jeho omluvu odmítne a prohlašuje, že její uzavřené příměří se sborem končí. Aby mohla sabotovat hru, tak Sue rezervuje školní halu pro roztleskávačky, co znemožní New Directions zde zkoušet. Sbor je tedy donucen najít si jiné místo a tak Finn pozve mužské členy sboru, aby zkoušeli v opravně aut Burta Hummela, což vede Rydera Lynna (Blake Jenner) a Sama Evanse (Chord Overstreet) ke ztvárnění písně "Greased Lightnin'".
V New Yorku řekne Rachel Berry (Lea Michele)svému kamarádovi Brody Weston (Dean Geyer), že půjde na konkurz na muzikál uváděný mimo Broadway. Ačkoliv se ji její učitelka tance Cassandra July (Kate Hudson) pokouší odradit, tak je Rachel nadále odhodlána a žádá Cassandru, aby se společně s ní zúčastnila konkurzu. Později Rachel a Kurt Hummel (Chris Colfer) diskutují, zda se vrátí nebo nevrátí do Limy, aby podpořili své přátele v muzikálu, kvůli jejich nedávným rozchodům s Finnem a Blainem Andersonem (Darren Criss). Cassandra uslyší jejich diskuzi, přesvědčí je, aby jeli a dá jim své letenky zadarmo.
Zpět na McKinleyově střední,Kitty Wilde (Becca Tobin) tajně manipuluje s kostýmem Marley Rose (Melissa Benoist) a přesvědčuje Marley, že je geneticky náchylná k nadváze jako její matka (Trisha Rae Stahl). Později, během přespávání v jejím době, Kitty přesvědčí Marley, že potřebuje vyvolávat zvracení, aby si udržela zdravou váhu a zpívá "Look At Me, I'm Sandra Dee", aby zesměšnila Marley. Mezitím Sue pokračuje ve svém úsilí sabotovat muzikál tím, že přesvědčí rodiče Wada "Unique" Adamse (Alex Newell), že pro něj není dobrým nápadem hrát ženskou roli Rizzo. Nicmně Suin plán ztroskotá, když Finn najímá absolventku a bývalou členku sboru Santanu Lopez (Naya Rivera), aby nahradila Wada, navzdory tomu, že Tina Cohen-Chang se nabízí, že roli ztvární.
Po příjezdu do Limy čeká na Rachel a Kurta trapné setkání s Finnem a Blainem. Blaine poté zpívá "Beauty School Dropout", na což naváže Santana, která zpívá "There Are Worse Things I Could Do". Ryder najde Marley, která se na toaletách pokouší zvracet. Ryder ji přesvědčí, že vypadá dobře a není zdravé vyvolávat zvracení a v zákulisí ji políbí, což zpozoruje Jake Puckerman (Jacob Artist). Marley a Ryder zpívají své ztvárnění písně "You're the One That I Want", zatímco si Rachel představuje vystupující samu sebe s Finnem a jejími přáteli. Volá Brodymu pro podporu, ale pouze se dozví, že ho Cassandra svedla, aby se pomstila Rachel. Finn najde plakající Rachel a snaží se jí uklidnit, ale jakmile se dozví, že pláče kvůli Brodymu, tak se oba dva rozhodnou přerušit veškeré styky. Kurt také odmítá mluvit s Blainem, odchází s Rachel a oba dva konstatují, že McKinley už není jejich domovem.
Ve sborové místnosti New Directions slaví kladné recenze na "Pomádu" a Will se před odchodem loučí se sborem a Finn nad ním oficiálně přejímá kontrolu.

## Seznam písní
- "Greased Lightnin'"
- "Look at Me, I'm Sandra Dee"
- "Beauty School Dropout"
- "Look at Me, I'm Sandra Dee (Reprise)"
- "There Are Worse Things I Could Do"
- "You're the One That I Want"

## Obsazení
| Chris Colfer      | Kurt Hummel           |
| Darren Criss      | Blaine Anderson       |
| Jane Lynch        | Sue Sylvester         |
| Kevin McHale      | Artie Abrams          |
| Lea Michele       | Rachel Berry          |
| Cory Monteith     | Finn Hudson           |
| Heather Morris    | Brittany Pierce       |
| Matthew Morrison  | William Schuester     |
| Chord Overstreet  | Sam Evans             |
| Amber Riley       | Mercedes Jones        |
| Naya Rivera       | Santana Lopez         |
| Mark Salling      | Noah „Puck“ Puckerman |
| Harry Shum mladší | Mike Chang            |
| Jenna Ushkowitz   | Tina Cohen-Chang      |